# Peter Nottmeier

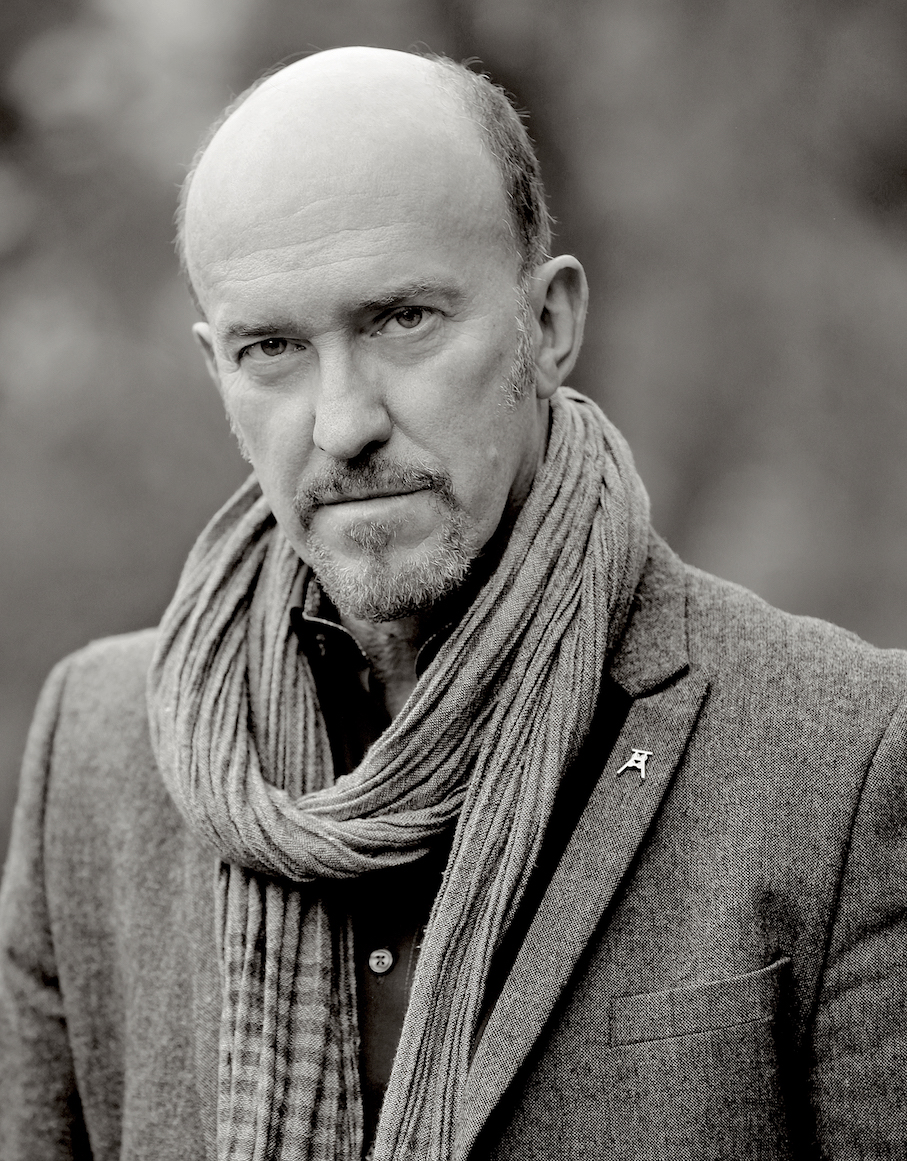
Peter Nottmeier (2018)

Peter Nottmeier (* 22. Juli 1958 in Wanne-Eickel) ist ein deutscher Schauspieler. Er wurde bekannt unter anderem als Parodist in den Fernsehreihen Switch und Switch reloaded.

## Leben
Peter Nottmeier besuchte von 1972 bis 1978 das Internat Pädagogium Otto-Kühne-Schule in Bonn (Bad Godesberg) und machte dort sein Abitur.
Von 1980 bis 1984 absolvierte er seine Ausbildung an der Westfälischen Schauspielschule Bochum. Gleichzeitig spielte er ab 1983 in 26 Folgen der Sitcom 6 Richtige den Sohn der Familie (WDR/Radio Bremen). Dann folgten über mehrere Jahre Theaterengagements an verschiedenen Stadt- und Staatstheatern.
Von 1989 bis 1991 drehte er parallel das Fernsehformat Die große Klappe. In 26 Folgen berichtete er als Reporter Harry Hackmann über die verschiedenen Vorabendproduktionen der ARD. In Sendungen wie WWF Club hatte er viele internationale Interviewpartner, so u. a. Gilbert Becaud, Elton John, Joe Cocker oder Zsa Zsa Gabor. Danach übernahm er für 13 Folgen den Juryplatz in der Kultsendung Die Gong-Show beim Sender RTL. Immer wieder wechselten sich fortan Theater-, Fernseh- und Filmproduktionen ab (siehe Filmografie). 1997 schrieb er für den WDR das Hörspiel Lutz Darwinsky – mich mangeln die Wörter, in dem er auch die Hauptrolle sprach.

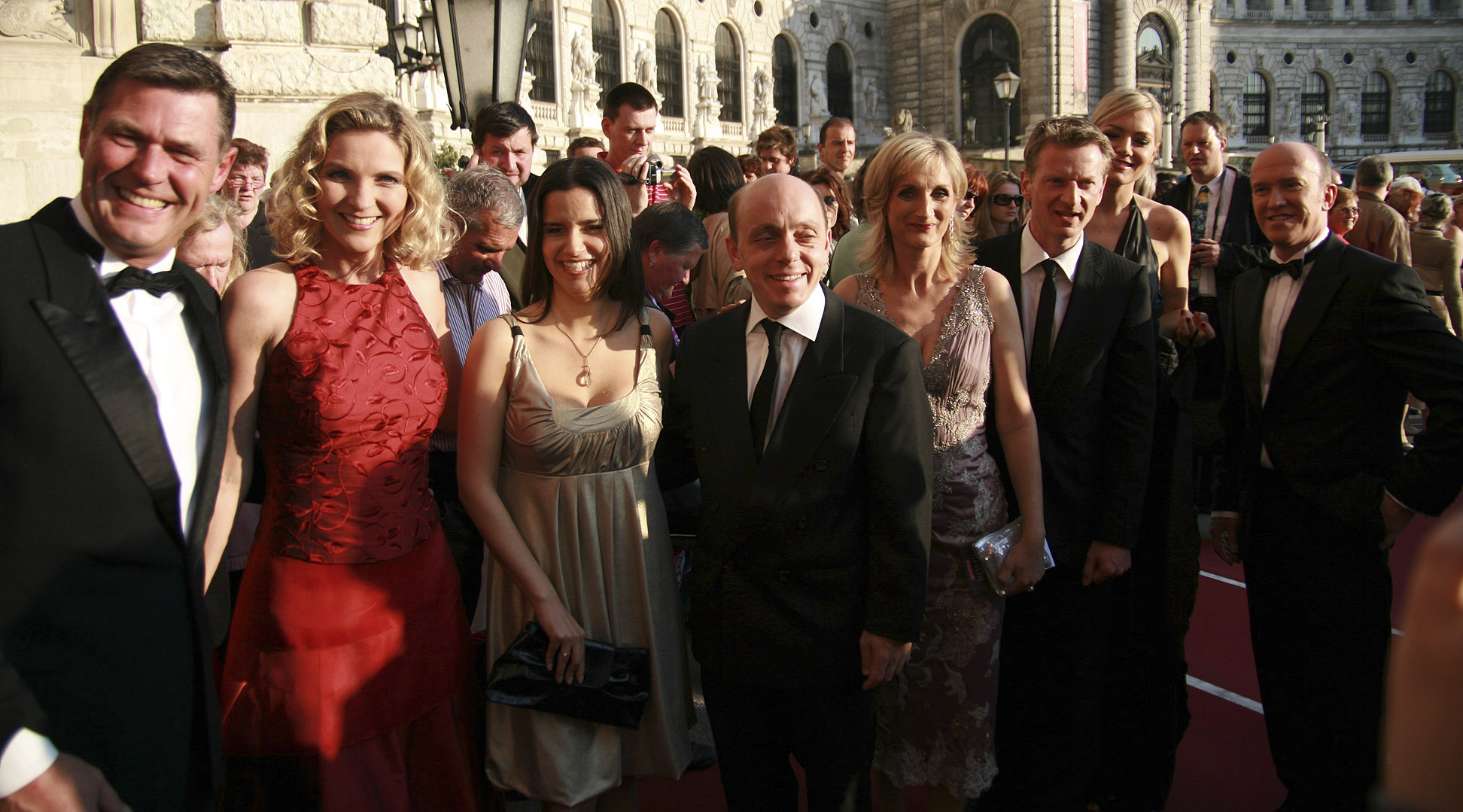
Peter Nottmeier mit dem Switch reloaded-Team (Wien, 2009)

Von Beginn an war Peter Nottmeier Mitglied des Switch-Ensembles. Von 1997 bis 2000 entstanden in vier Staffeln 65 Folgen dieser Comedyserie für ProSieben. Hier wurde er bekannt mit seinen Parodien von Louis de Funès, Alfred Biolek, Dieter Thomas Heck, Marcel Reich-Ranicki und vielen anderen.
Nach dem erneuten Start der Serie im Jahr 2006, unter dem Titel Switch reloaded, wurden sechs weitere Staffeln gedreht. Peter Nottmeier verkörperte dort u. a. Rollen wie Günter Netzer, Johannes B. Kerner, Peter Zwegat, Monk oder die Kunstfigur „Hebbät Schwackowiak“ (Peter Nottmeier ist bekennender Schalke-Fan). Für das Format Switch reloaded erhielt das Ensemble u. a. den Deutschen Fernsehpreis, den österreichischen Fernsehpreis Romy und den Adolf-Grimme-Preis.
Nottmeier hatte Theaterengagements am Stadttheater Hildesheim, dem Theater Krefeld und Mönchengladbach, dem Musiktheater im Revier Gelsenkirchen, dem Theater Bonn, dem Staatstheater Braunschweig, Fritz Rémond Theater Frankfurt, Grenzlandtheater Aachen, Theater an der Kö Düsseldorf, Theater am Dom Köln, Komödie am Altstadtmarkt, Komödie Winterhuder Fährhaus und dem Contra-Kreis-Theater Bonn.
2016 erlebte Peter Nottmeier diverse Abenteuer als Lord Castlepool in der Inszenierung Der Schatz im Silbersee bei den Karl-May-Festspielen in Bad Segeberg. Er absolvierte später eine Tournee mit dem Stück Funny Money durch Deutschland, Österreich und die Schweiz mit dem Unternehmen Thespiskarren.

## Filmografie

### Kino
- 1995: Nich’ mit Leo
- 1997: Das 1. Semester
- 1997: Helden und andere Feiglinge
- 1999: Jimmy the Kid
- 2006: Kalte Karibik
- 2006: BloodBound
- 2007: Gero, Gerd und die Großartige
- 2009: Henri 4
- 2010: Der Blender
- 2016: Antonio, ihm schmeckt´s nicht!
- 2016: Radio Heimat
- 2017: Sky Sharks
- 2018: Split Pot

### TV
- 1982: Von Kur zu Kur, WDR
- 1982–1983: 6 Richtige (26 Folgen), WDR
- 1983: Detektivbüro Roth, WDR
- 1985: Von Tieren und Menschen, NDR
- 1985: Der Hafendetektiv, WDR
- 1986: Bettkanntengeschichten, ZDF
- 1986: Der Regenbogenprinz, WDR
- 1987: Gegen die Regel, ARD, Regie Michael Verhoeven
- 1987: Sturzflug, ARD
- 1987: Rivalen der Rennbahn (3 Folgen), ZDF
- 1989–1990: Die große Klappe (26 Folgen), WDR
- 1992: Zaster, Zoff und die Rezurzen, 4 Teile, ZDF
- 1993: Tatort: Deserteure, ARD* 1993: Conny Knipper, ARD
- 1993: Sonntag & Partner, RTL
- 1993: Stadtklinik, RTL
- 1994: Freunde fürs Leben, ZDF
- 1994: Felix – Ein Freund fürs Leben, RTL
- 1994: Lindenstraße, ARD
- 1994: Und tschüss!, RTL
- 1995: Das verletzte Lächeln,ZDF
- 1995: Der Schattenmann, ZDF
- 1995: Die Gerichtsreporterin, ARD
- 1995: Und alle haben geschwiegen!, ARTE / ZDF
- 1995: Balko, RTL
- 1996: Zappek, ARD
- 1996: Ein Fall für zwei, ZDF
- 1996: Die Wache, RTL
- 1996–1997: Die Unbestechliche (7 Teile), SAT1
- 1998: alphateam – Die Lebensretter im OP, SAT1
- 1997: Die Camper, RTL
- 1997–2000: Switch (65 Folgen), Pro7
- 1998: alphateam – Die Lebensretter im OP, SAT1
- 1999: Antrag vom Ex, Pro7
- 2000: Anke, SAT1
- 2000: Balko, RTL
- 2000: Höllische Nachbarn-Chaos im Hotel, RTL
- 2000: Tatort "Tod vor Scharhörn", ARD
- 2001: Jetzt bin ich dran, Liebling!, ZDF
- 2001: Nesthocker – Familie zu verschenken, ZDF
- 2001: Liebeswahn, Sat1
- 2001: Ritas Welt (Folge s), RTL
- 2001–2003: Familie Heinz Becker (2 Folgen), ARD
- 2001: Ladykracher, (13 Folgen) SAT1
- 2002: Verdammt verliebt, ARD
- 2002: Großstadtrevier, ARD
- 2002: Ein starkes Team, ZDF
- 2003: SOKO Köln, ZDF
- 2003: Lindenstraße, ARD
- 2004–2007: Alles Atze (7 Folgen), RTL
- 2004: In aller Freundschaft, ARD
- 2004: Im Namen des Gesetzes, RTL
- 2005: SOKO Köln, ZDF
- 2005: Alles außer Sex, Pro7
- 2006: Comedy dell’ARTE, ARTE
- 2006: Freundinnen fürs Leben, ZDF
- 2006: Die Märchenstunde "Frau Holle", Pro7
- 2006: Leo – ein fast perfekter Typ, KIKA
- 2006–2012: Switch reloaded (80 Folgen), Pro7
- 2007: Deutschland ist schön – Die Allstar Comedy, SAT1
- 2007: Ein Fall für zwei, ZDF
- 2007: Der Staatsanwalt (Heiliger Zorn), ZDF
- 2008: In aller Freundschaft, ARD
- 2008: Löwenzahn, ZDF
- 2008: Rennschwein Rudi Rüssel, ARD
- 2009: Krupp – Eine deutsche Familie, ZDF
- 2009: Die Märchenstunde "Kalif Storch", Pro7
- 2009: Die Märchenstunde "Ali Baba und die vierzig Räuber", Pro7
- 2010: Switch reloaded-Dschungel-Spezial, Pro7
- 2011: Kommissar Stolberg, ZDF
- 2011: Beam me up, Scotty, Kabel 1
- 2012–2013: Hotel 13, Nickelodeon
- 2014: Heiter bis tödlich: Koslowski & Haferkamp, WDR
- 2014: Sendung mit der Maus, WDR
- 2015: Sturm der Liebe, ARD
- 2018: Falk, ARD
- 2019: Lindenstraße, ARD
- 2019: Heldt, ZDF
- 2019: Bettys Diagnose, ZDF
- 2020: Dunkelstadt, ZDF neo
- 2021: Das Weiße Haus am Rhein, 2 Teile, ARD DEGETO
- 2021: Ein Fall für die Erdmännchen, NDR
- 2021: Großstadtrevier, ARD DEGETO
- 2022: Tiere bis unters Dach, SWR
- 2022: In aller Freundschaft, ARD

## Theater
- 2016: „Der Schatz im Silbersee“, Rolle: Lord Castlepool, Karl-May-Spiele Bad Segeberg
- 2017/2018: „Funny Money“, Rolle: Heiner B. Liebig, Theater am Dom
- 2018/2019 „Die Wahrheit über Dinner for One“, Rolle: Freddie Frinton, Komödie am Altstadtmarkt, Braunschweig
- 2019: „Funny Money“, Rolle: Heiner B. Liebig, Komödie Winterhuder Fährhaus
- 2019: „Funny Money“, Rolle: Heiner B. Liebig, Tourneetheater Thepiskarten
- 2019/2020: „Die Wahrheit über Dinner for One“, Rolle: Freddie Frinton, Contra-Kreis-Theater Bonn

## Show
- 1982: Frank Zander Show, WDR
- 1991: Zapp (26 Folgen), Sat.1
- 1992: Die Gong-Show (13 Folgen), RTL
- 1993: Hast Du Worte?, Sat.1
- 1998: Interaktiv, VIVA
- 1999: Die Harald Schmidt Show, Sat.1
- 2001: Quizfire, Sat.1
- 2003: Die Barbara Schöneberger Show, ZDF
- 2003: Das Comedy Hotel, WDR
- 2006: Das perfekte Promidinner, VOX
- 2006: Die Promigrätsche, DSF
- 2007: Extreme Activity, PRO7
- 2007: Die Comedy-Falle, Sat.1
- 2007: Quatsch Comedy Club, PRO7
- 2008: Das ComedyCentral EM-Studio, ComedyCentral
- 2008: Hier ab vier, MDR
- 2008: Dings vom Dach, HR (6 Folgen)
- 2008: Johannes B. Kerner, ZDF
- 2008: Markus Lanz, ZDF
- 2010: Lafer! Lichter! Lecker!, ZDF
- 2010: Granaten wie wir, PRO7
- 2011: Dings vom Dach, HR (6 Folgen)
- 2011: Das Schlagzeilenquiz, WDR
- 2012: Dings vom Dach, HR (3 Folgen)
- 2012: Die lustigsten 25 TV-Shows, ARD
- 2012: Fantalk, Sport1
- 2013: Dings vom Dach, HR (3 Folgen)
- 2013: Fantalk, Sport1
- 2013: Fernsehgarten, ZDF
- 2014: Dings vom Dach, HR
- 2014: Fantalk, Sport1
- 2014: Die Sendung mit der Maus, ARD
- 2016: Dings vom Dach, HR
- 2016: Volle Kanne, ZDF
- 2017: Dings vom Dach, HR
- 2017: Die Unglaublichen, Sat.1
- 2018: Der schlaueste Mensch, Sat.1 (Pilot)

## Hörbücher
- 2008: Achtung, Gutmenschen!
- 2008: Lexikon des Unwissens
- 2016: Cungerlan

## Hörspiele (Auswahl)
- 2005: Karlheinz Koinegg: Ritter Artus und die Ritter der Tafelrunde – Regie: Angeli Backhausen (Kinderhörspiel in 6 Teilen – WDR)
- 2009: Simon Gosejohann und Thilo Gosejohann: Operation Baader Heino Komplex – Regie: Leonhard Koppelmann (WDR)
- 2010: Dirk Schmidt: Task Force Hamm – Regie: Petra Feldhoff (WDR)
- 2014: Tom Peuckert: Paradise – Regie: Annette Kurth (WDR)
- 2014: Mark Zak: Glaube, Liebe, Mafia – Regie. Thomas Leutzbach (WDR)
- 2017: Eugen Egner: Aldartenrahl – Regie: Annette Kurth (WDR)
- 2018: Dirk Schmidt: Deutschland hat keine Pferde mehr (ARD Radio Tatort) – Regie: Claudia Johanna Leist (WDR)
- 2020: Volker Kutscher: Der stumme Tod (zweite Staffel von Das Hörspiel zu Babylon Berlin) – Regie: Benjamin Quabeck (WDR, Radio Bremen, rbb)
- 2022: Volker Kutscher: Goldstein (dritte Staffel von Das Hörspiel zu Babylon Berlin) – Regie: Benjamin Quabeck (WDR)
- 2022: Michael Ende: Jim Knopf und Lukas, der Lokomotivführer (Hörbuch Hamburg)
- 2023: Leonie Below: 12 Nächte (Mystery-Serie – WDR)[1]
- 2024: Lars Henriks und Moritz Haase: Dämonenjäger Ewald Heine (Grusel-Hörspiel-Serie – WDR)[2]

## Synchronarbeiten (Auswahl)
- 1988: Jackie Chan: Meister aller Klassen (The Young Master) (1979)
- 1994: Jackie Chan: Hard to Die (Crime Story) (1993)
- 1994: Jet Li: Der Vollstrecker (1992)
- 1995: Jet Li: Bodyguard von Peking (1994)
- 1996: Jackie Chan: Drunken Master II (1993)
- 1999: Takeshi Aono (als Shen): Dragon Ball (1986–1989)
- 2024: Die Heinzels – Neue Mützen, neue Mission

Veröffentlichungen der Filme in Deutschland aus dem Buch von Leo Moser „Eastern Lexikon“, 2001.

## Auszeichnungen
- 2002
  - Deutscher Fernsehpreis für Ladykracher
  - Deutscher Comedypreis für Ladykracher

- 2007
  - Deutscher Comedypreis für Switch reloaded

- 2008
  - Deutscher Fernsehpreis für Switch reloaded
  - Deutscher Comedypreis für Switch reloaded

- 2009: Goldene Romy für Switch reloaded
- 2011: Radio Regenbogen Award für Switch reloaded
- 2011: Video Champion für Switch reloaded
- 2013: Grimme-Preis für Switch reloaded – ‚Wetten dass…?‘-Spezial

## Nominierungen
- 1999: Nominierung Rose von Montreux für Switch
- 2008: Nominierung Adolf-Grimme-Preis für Switch reloaded
- 2009: Nominierung Adolf-Grimme-Preis für Switch reloaded
- 2009: Nominierung Deutscher Comedypreis für Switch reloaded
- 2010: Nominierung Deutscher Comedypreis für Switch reloaded – Der Jahresrückblick
- 2011: Nominierung Grimme-Preis für Switch reloaded – Das Dschungel-Special
- 2011: Nominierung Deutscher Comedypreis für Switch reloaded
- 2012: Nominierung Montreux Comedy Award für Switch reloaded
- 2013: Nominierung Deutscher Comedypreis für Switch reloaded – ‚Wetten dass…?‘-Spezial